# 田坝乡 (会泽县)
田坝乡，是中华人民共和国云南省曲靖市会泽县下辖的一个乡镇级行政单位。

## 行政区划
田坝乡下辖以下地区：
田坝村、车乌村、多着村、金槽村、李子箐村、奋斗村、鱼塘村、白岩村、岔河村、漆树村、板坡村、海山村、卡竹村、曾家湾村、公锁村、白土村、清河村、尹武村和红岩村。